# شهرداری دوحه
شهرداری دوحه (عربی: بلدیة الدوحة) یکی از ۸ شهرداری قطر است که شهر دوحه، پایتخت قطر، مرکز آن است. دوحه با ۹۵۶٬۴۵۷ نفر پرجمعیت‌ترین شهرداری قطر است.

## تاریخچه
بر اساس وبگاه وزارت شهرداری و برنامه‌ریزی شهری، شهرداری قطر اولین شهرداری بود که در سال ۱۹۶۳ تأسیس شد. بعدتر در همان سال، نام این شهرداری به «شهرداری دوحه» تغییر یافت. این کشور از سال ۲۰۱۵ به ۸ شهرداری تقسیم شده‌است که دوحه با ۹۵۶٬۴۵۷ نفر پرجمعیت‌ترین آنهاست. به عنوان بخشی از برنامه جامع ملی قطر، ۲۸ مرکز در سراسر قطر برای ارتقاء توسعه پایدار شهری و حمل و نقل عمومی تعیین شده‌است. این مراکز به عنوان قطب به مناطق اطراف خود خدمات‌رسانی می‌کنند.

## جغرافیا
شهرداری دوحه در منطقه شرقی قطر قرار دارد و از جنوب به شهرداری الوکره، از غرب به شهرداری الریان، از شمال به شهرداری الضعاین، از شمال غرب به شهرداری ام صلال و از شرق به خلیج فارس محدود می‌شود.
با قرار گرفتن اکثر مراکز مسکونی، مالی و اداری قطر در این شهرداری، منطقه متروپولیتن دوحه بیش از ۸۰ درصد از ساکنان کشور را در خود جای داده‌است. مرکز دوحه، که شرقی‌ترین منطقه شهرداری است، مرکز اداری و مالی کشور و شهرداری است، که محله‌هایی مانند الدفنه و بندر غربی در آن واقع شده‌اند. علاوه بر این، این منطقه میزبان برخی زیرساخت‌های حیاتی کشور مانند شهر پزشکی حمد و فرودگاه بین‌المللی حمد است.
به گفته وزارت شهرداری و محیط زیست، این شهرداری پنج فرورفتگی، یک وادی، سه دشت، هفت تپه، دو سبخا، چهار دماغه و دو خلیج دارد. همچنین چهار جزیره (به غیر از مروارید) در نزدیکی ساحل شرقی قرار دارند.

## زیر ساخت

### تحصیلات
به عنوان پرجمعیت‌ترین شهرداری، دوحه دارای بالاترین تراکم مدارس در کشور است. اکثر مدارس این شهرداری در نزدیکی مرکز دوحه، یعنی بخش مرکز شرقی، قرار دارند. کمبود مدارس در ناحیه السد، و نیز بخش‌های شمالی و جنوبی گزارش شده‌است.

### بهداشت
کار احداث یکی از پروژه‌های مهم بهداشتی قطر به نام شهر پزشکی حمد در سال ۲۰۰۳ در نزدیکی ناحیه رمیله آغاز شد. برای ساخت سه بیمارستان و یک مرکز تحقیقاتی در این مجموعه ۲۲۷۰۰۰ متر مربعی بر هزینه بیش از ۲ میلیارد و یکصد میلیون ریال قطر برنامه‌ریزی شد. در دسامبر ۲۰۱۷، امیر قطر، شیخ تمیم بن حمد آل ثانی، شهر پزشکی حمد را به‌طور رسمی افتتاح کرد.

### حمل و نقل
متروی در حال ساخت مرکز دوحه را به نقاط مختلف شهر متصل خواهد کرد.